# NGC 1509
NGC 1509 is een spiraalvormig sterrenstelsel in het sterrenbeeld Eridanus. Het hemelobject werd op 22 oktober 1886 ontdekt door de Amerikaanse astronoom Lewis A. Swift.

## Synoniemen
- IC 2026
- PGC 14393
- MCG -2-11-13
- MK 1079
- NPM1G -11.0150
- IRAS04015-1118